# Graham Blanks
Graham Blanks (* 24. April 2002) ist ein US-amerikanischer Leichtathlet, der sich auf den Langstreckenlauf spezialisiert hat.

## Sportliche Laufbahn
Graham Blanks wuchs in Athens auf und absolviert ein Studium an der Harvard University. Erste internationale Erfahrungen sammelte er im Jahr 2024, als er bei den Olympischen Sommerspielen in Paris mit 13:18,67 min im Finale den neunten Platz im 5000-Meter-Lauf belegte. 

## Persönliche Bestleistungen
- Meile: 3:56,63 min, 4. Februar 2023 in Boston
  - 3000 Meter (Halle): 7:44,76 min, 11. Februar 2023 in Boston
- 5000 Meter: 13:12,61 min, 30. Juni 2024 in Eugene
  - 5000 Meter (Halle): 12:59,89 min, 7. Dezember 2024 in Boston
- 10.000 Meter: 28:15,90 min, 7. Juni 2023 in Austin